# Hozon Auto
Hozon Auto est une Holding automobile chinoise fondée en 2014, et propriétaire du constructeur automobile Neta Automobile.

## Histoire
Hozon Auto est fondé en 2014 dans la province du Zhejiang, cofondé par Beijing Sinohytec et l'Institut de la région du delta du Yangtsé du Zhejiang de l'Université Tsinghua et est basé à Jiaxing. Il a ouvert un centre de recherche sur les véhicules autonomes dans la Silicon Valley de Californie en 2018, et un centre de conception basé à Pékin a ouvert en mars 2019.
En 2017, Hozon Auto dévoile ses premiers concept cars Eureka 01 et Eureka 02.
Puis en 2018, Hozon Auto présente son premier modèle de production sous la marque automobile Neta avec le crossover compact Neta N01 construit sur sa plate-forme HPA.

## Des produits
Hozon Auto a actuellement une seule marque appelée Neta.

### Modèles actuels

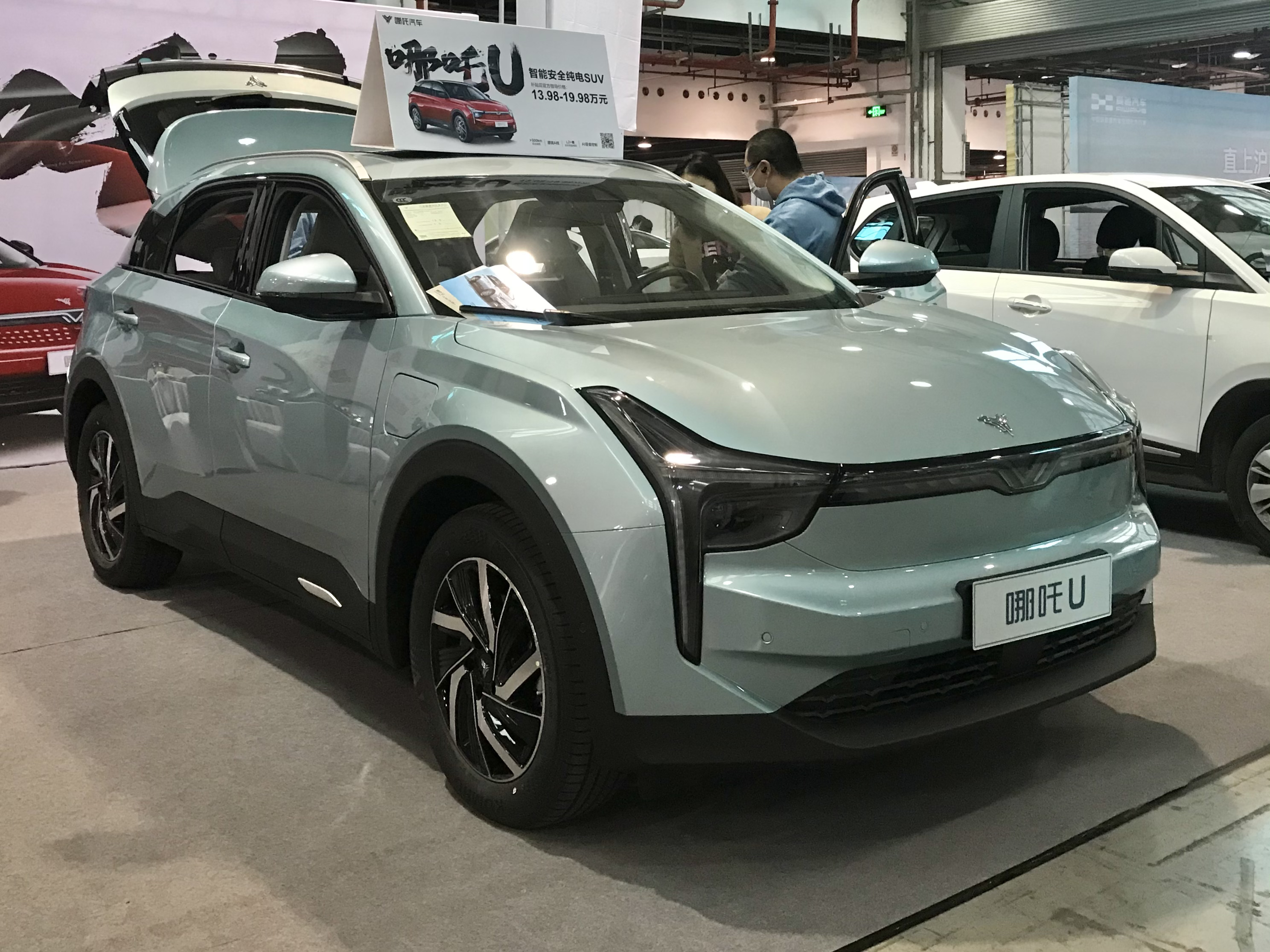
Neta U (2019-présent), SUV compact
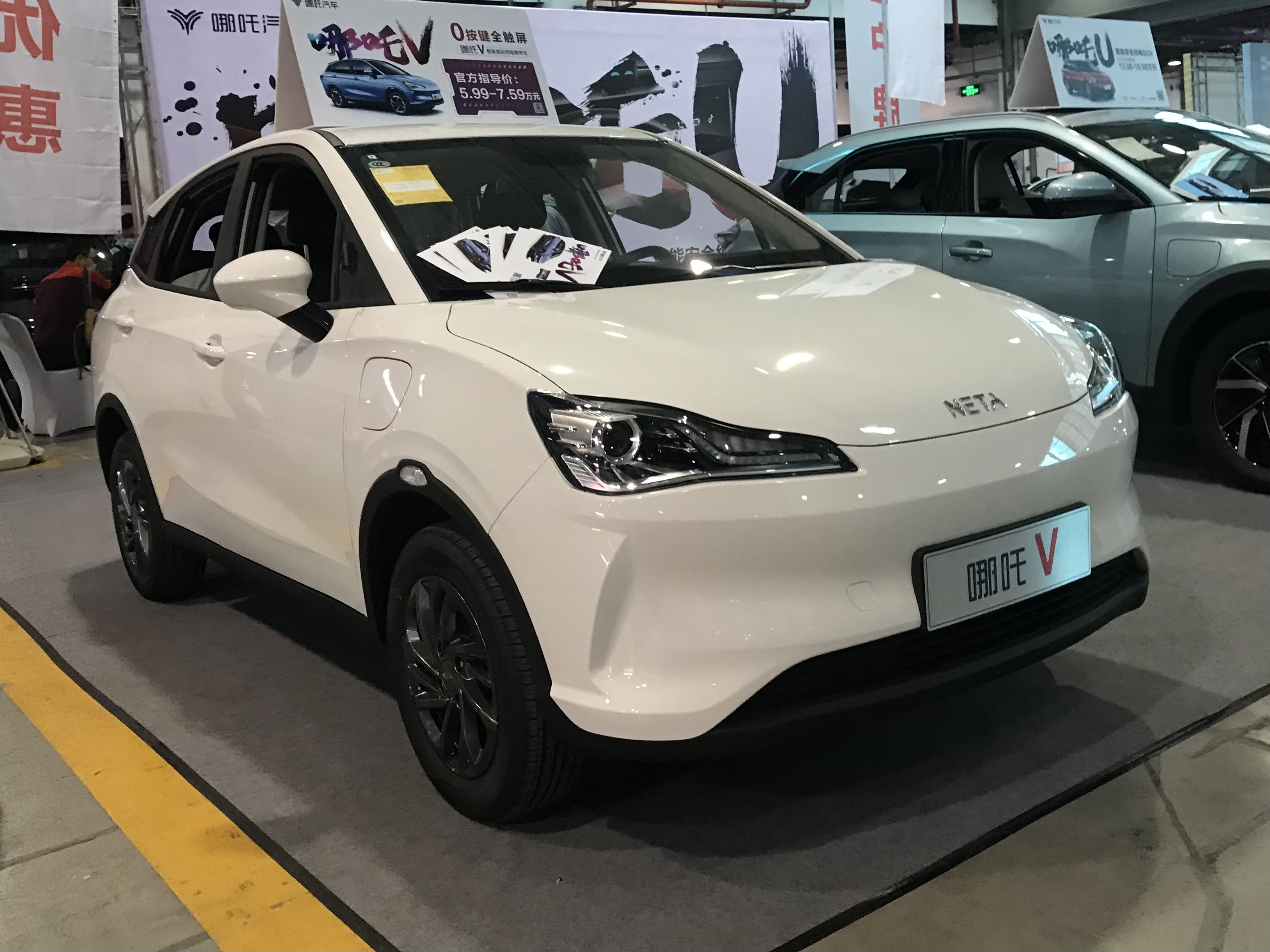
Neta V/Aya (2020-présent), SUV sous-compact
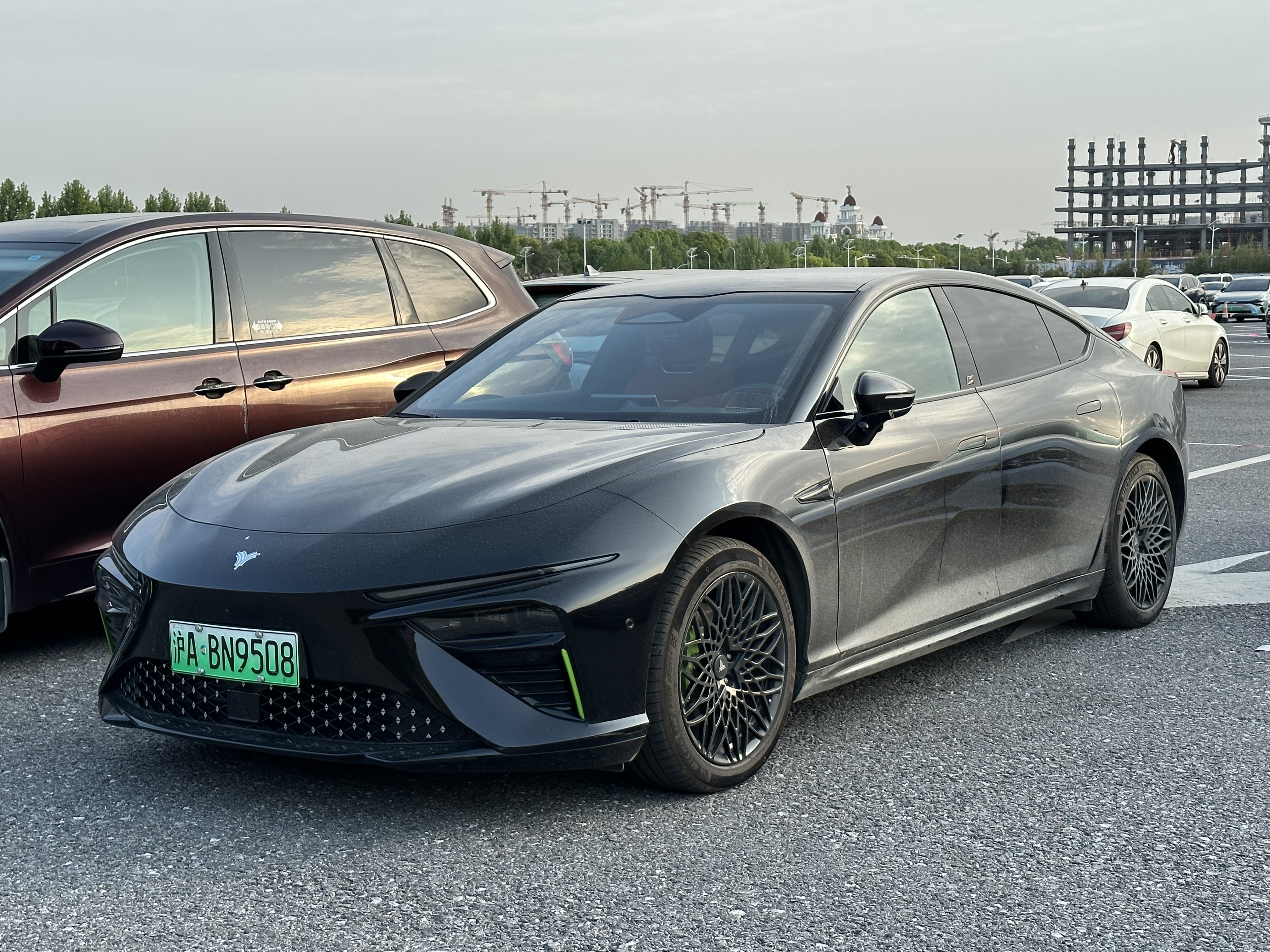
Neta S (2021-présent), berline intermédiaire
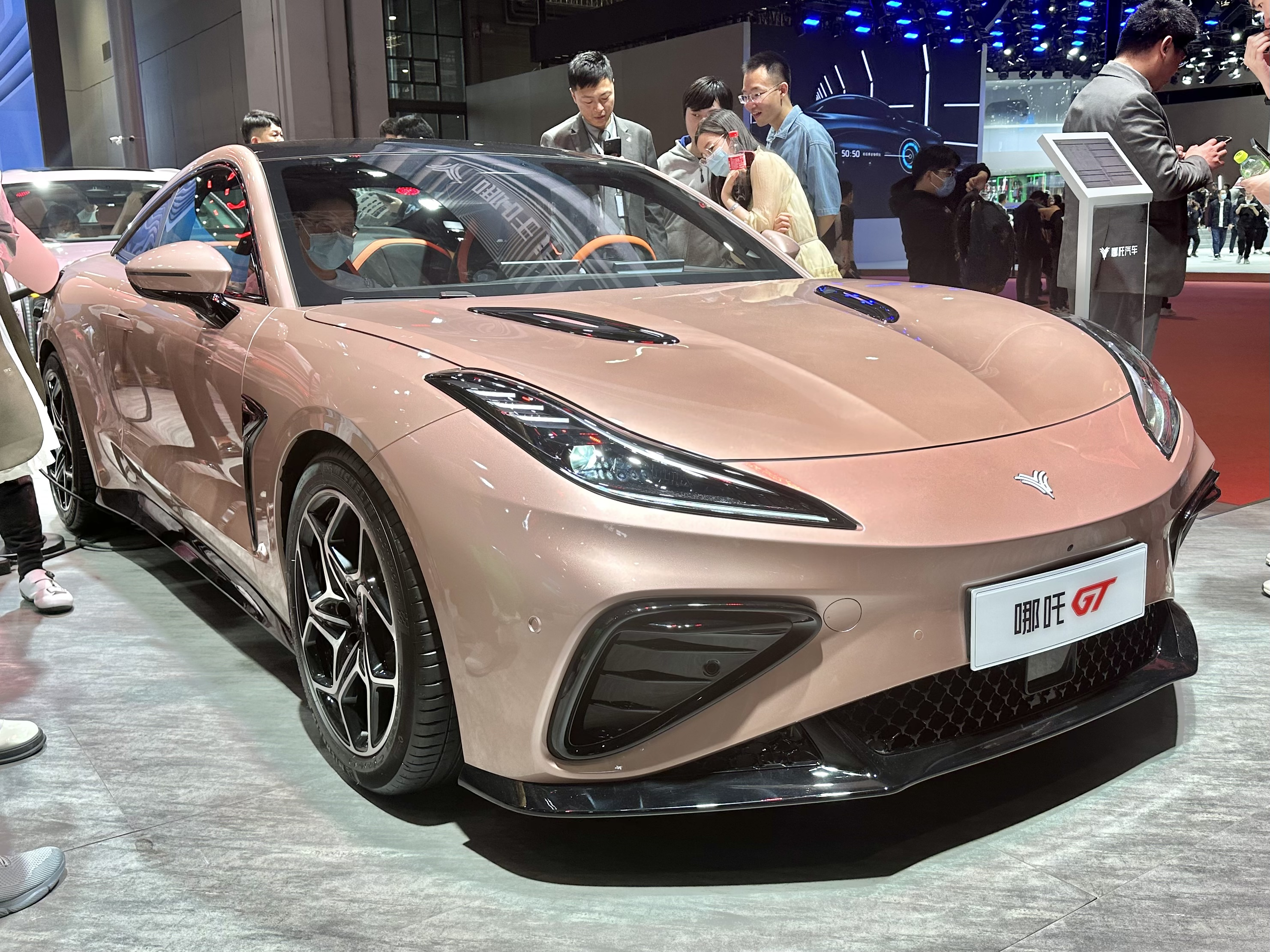
Neta GT (2023-présent), voiture de sport de taille moyenne  - Neta U
  - Neta V
  - Neta S
  - Neta GT

### Modèles abandonnés
Neta N01 (2018-2020), VUS sous-compact

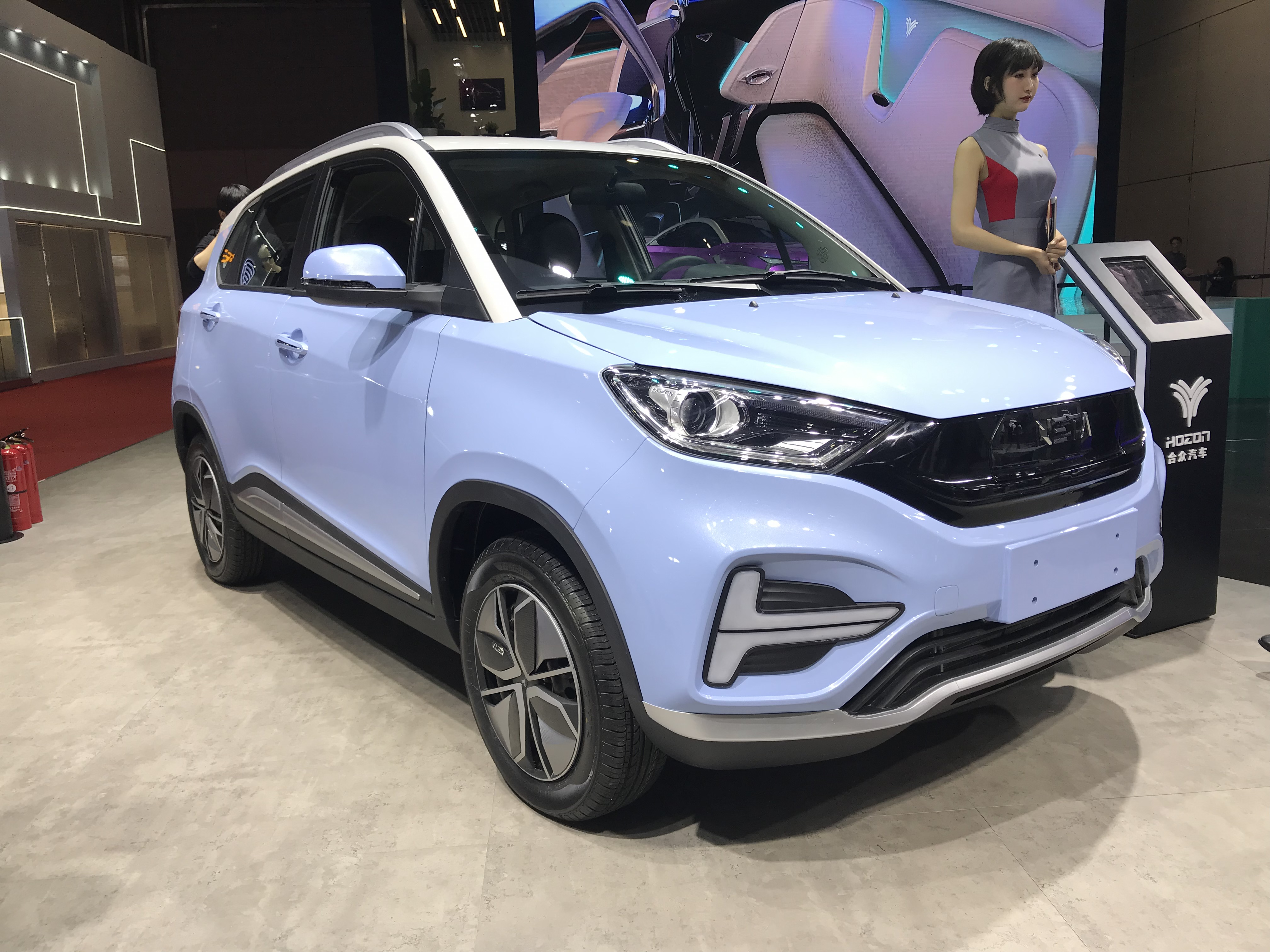
Neta N01

### Notions

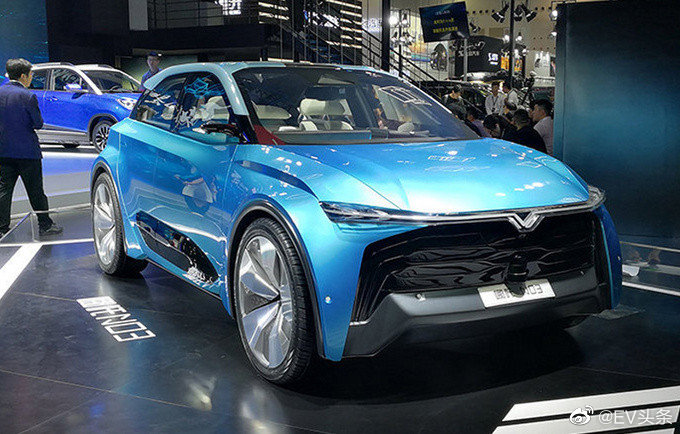
Neta Eureka 01 Concept
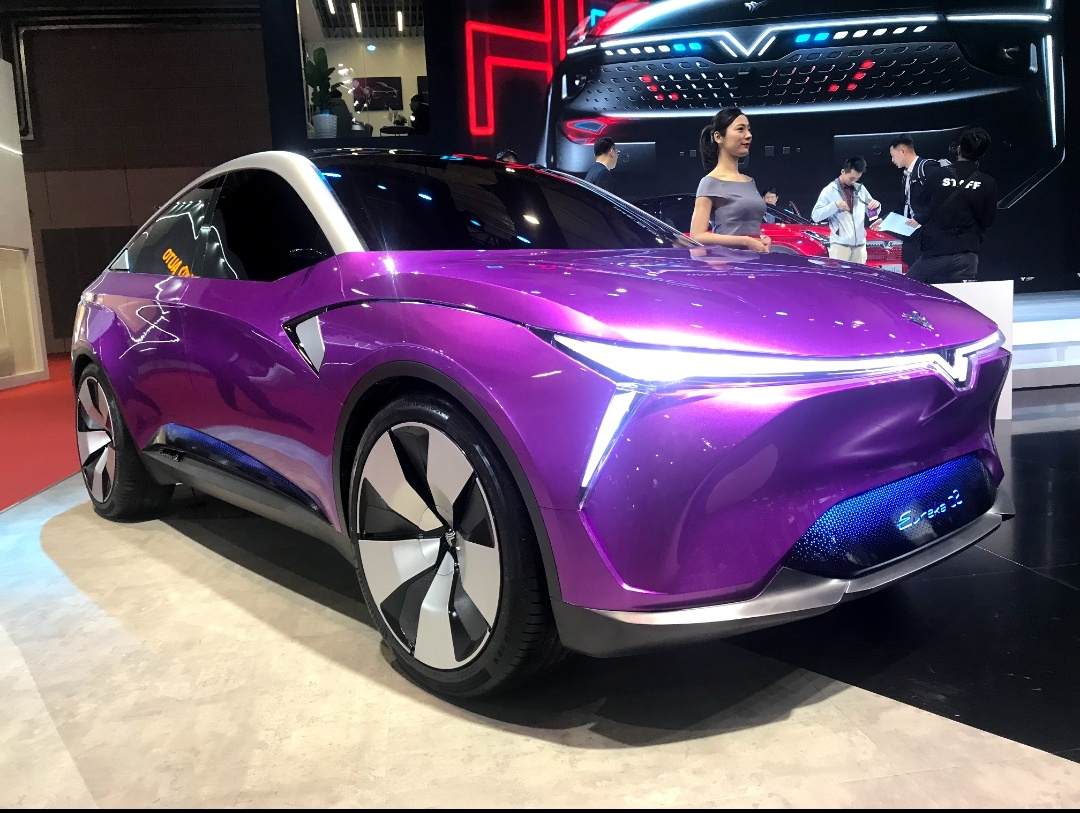
Neta Eureka 02 Concept
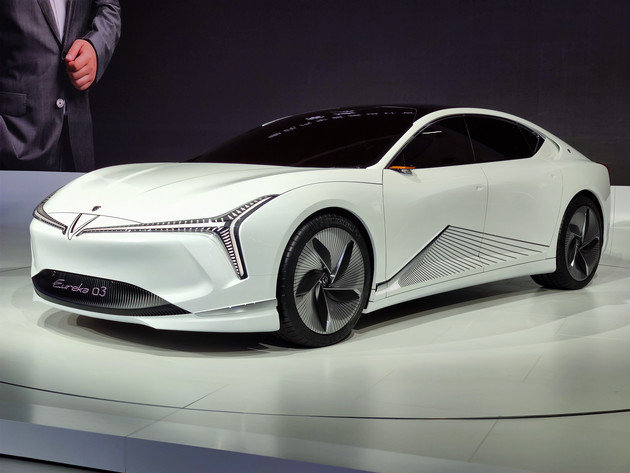
Neta Eureka 03 Concept
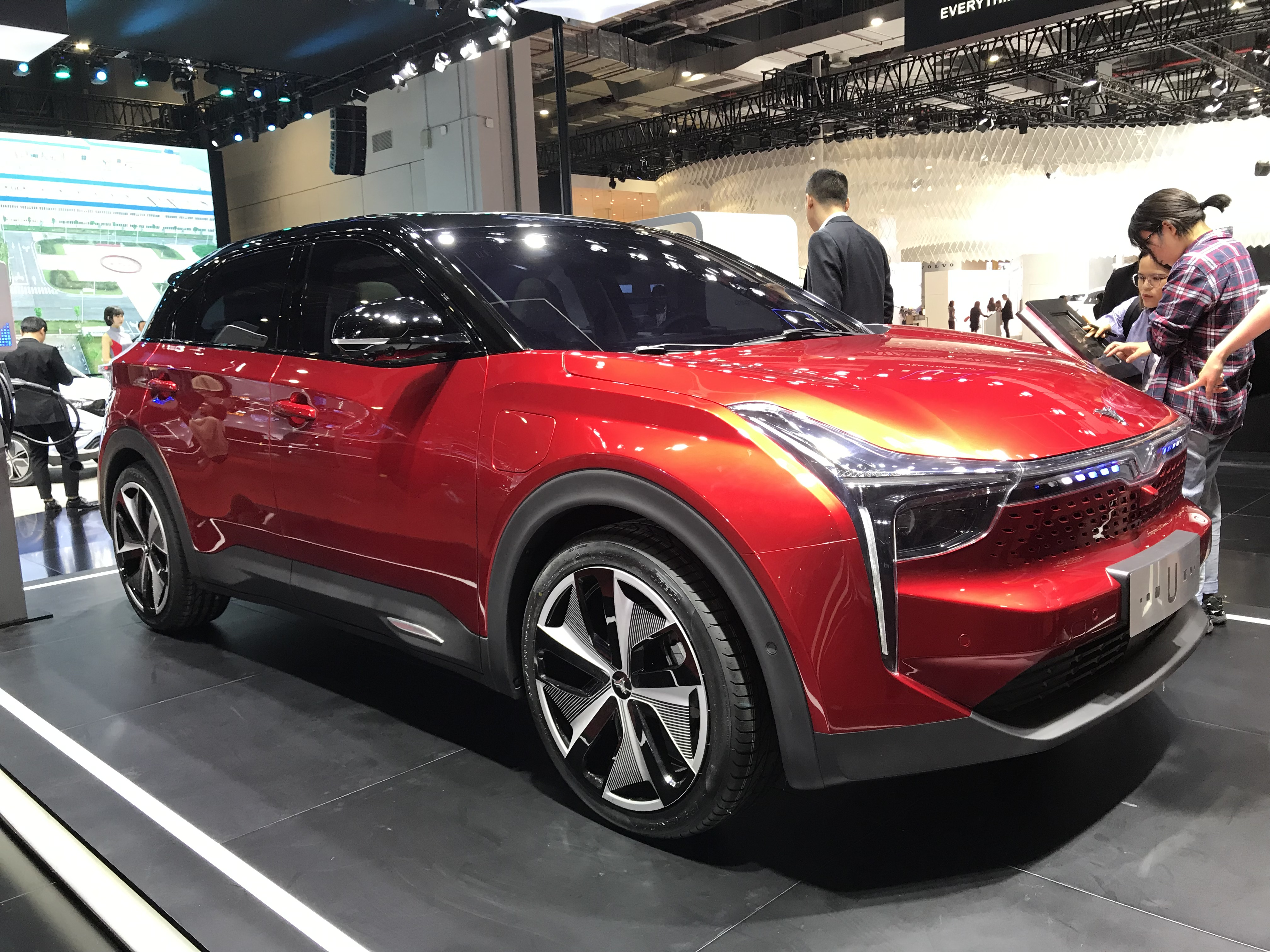
Neta U Concept